# Radagast
Radagast rjavi je izmišljen lik iz Tolkienove mitologije. Je eden od istarjev - čarovnikov, ki so bili poslan od Valarjev, da pomagajo vilinom in ljudem srednjega sveta, v boju proti Sauronu.